# Aveneae
Aveneae Dumort. é uma tribo da subfamília Pooideae.

## Gêneros
Agrostis - Aira - Airopsis - Alopecurus - Ammophila - Amphibromus - Aniselytron - Anisopogon - Anthoxanthum - Antinoria - Apera - Arrhenatherum - Avellinia - Avena - Beckmannia - Calamagrostis - Chaetopogon - Cinna - Cornucopiae - Corynephorus - Cyathopus - Deschampsia - Dichelachne - Dielsiochloa - Dissanthelium - Duthiea - Echinopogon - Euthryptochloa - Gastridium - Gaudinia - Graphephorum - Helictotrichon - Hierochloe - Holcus - Hypseochloa - Koeleria - Lagurus - Limnas - Limnodea - Metcalfia - Mibora - Pentapogon - Periballia - Peyritschia - Phalaris - Phleum - Polypogon - Pseudodanthonia - Relchela - Rhizocephalus - Rostraria - Simplicia - Sphenopholis - Tovarochloa - Triplachne - Trisetaria - Trisetum - Vahlodea - Ventenata - Zingeria